# Alchemilla aenostipula
Alchemilla aenostipula es una especie de planta del género Alchemilla, perteneciente a la familia Rosaceae.

## Taxonomía
Alchemilla aenostipula fue descrita por Juz. en 1967.

## Distribución
Se encuentra en el territorio del Cáucaso septentrional.